# Eretoka
Eretoka (auch Érétoka, Retoka oder Artok) ist eine unbewohnte Insel des südwestpazifischen Inselstaats Vanuatu und gehört zur Inselgruppe der Neuen Hebriden. Sie ist der Nordwestküste der Insel Efate vorgelagert. Aufgrund ihrer auffälligen Silhouette nannten die ersten europäischen Besucher sie Hat Island (Hutinsel).
Eretoka erstreckt sich 2,3 Kilometer in nordöstlich-südwestlicher Richtung und hat eine maximale Breite von 670 Metern. Das Zentrum der Insel bildet eine Kappe aus Korallenkalk über stratifiziertem Bimsstein und ist 90 Meter hoch. Um die Insel erstreckt sich ein weiter und flacher Bereich aus Sand und Kalkstein, der bei der letzten Anhebung des Meeresgrundes über die Wasseroberfläche gehoben wurde. Der größte Teil dieses Bereiches liegt nicht höher als fünf Meter über dem Meeresspiegel.
Auf der Insel befindet sich der Begräbnisplatz des Ende des 16. Jahrhunderts gestorbenen obersten Häuptlings Roi Mata. Seit 2008 ist die gesamte Insel als Teil von Chief Roi Mata’s Domain ein Weltkulturerbe der UNESCO.

## Geschichte
Eretoka war zu früheren Zeiten besiedelt. Keramikfunde belegen, dass sie bereits vor 2400 Jahren intensiv genutzt wurde. Etwa 900 Jahre alt sind Scherben, deren Herkunft auf die nördlich gelegenen Shepherd-Inseln verweist. Auf der Insel finden sich Überreste von Trockenmauern aus Korallen. Diese bilden ein umfangreiches System von Garten- und Hausgrundstücken, das fast alle ebenen und nicht zu niedrig gelegenen Flächen der Insel umfasst.
Nach den mündlichen Überlieferungen war der erste als Chief Roi Mata bekannte Häuptling (Roi Mata ist ein Name und gleichzeitig ein Titel für alle Mitglieder der Dynastie) vor etwa eintausend Jahren aus dem Süden nach Efate eingewandert. Er ließ sich an der Nordwestküste nieder und ernannte eine Anzahl von nachgeordneten Häuptlingen. Diese lebten nicht nur in Nordwest-Efate, sondern zogen auch auf die Shepherd-Inseln, bevor sie durch den Vulkanausbruch des Kuwae 1452 wieder zurückgetrieben wurden. In dieser Zeit war die heute aufgegebene Siedlung Mangaas, gegenüber der Insel Lelepa an der Küste von Efate gelegen, die Residenz des Chief Roi Mata. Sein unmittelbares Einflussgebiet erstreckte sich von Tukutuku Bay im Westen bis nach Lelepa.
In dieser Zeit war Eretoka im Besitz eines Clans namens Alpak, der hauptsächlich auf Lelepa angesiedelt war. Als der letzte Träger des Titels Roi Mata etwa um das Jahr 1600 starb, erwarb seine Familie im Landtausch die Insel für dessen Begräbnis. Diese Vorgehensweise war ungewöhnlich, da Häuptlinge normalerweise auf ihrem Hausgrundstück bestattet werden. Aus Angst vor seinen besonderen Kräften wurde stattdessen eine Stelle gewählt, die zwar von seinem gesamten Herrschaftsgebiet aus sichtbar war, aber in ausreichender Entfernung zu jeder Siedlung lag.
Nach der Beerdigung wurde Eretoka zum Tapu erklärt. Seitdem ist es verboten, dort Landwirtschaft zu betreiben und zu übernachten. Die Insel blieb vierhundert Jahre, bis zur Gegenwart, im Großen und Ganzen sich selbst überlassen.

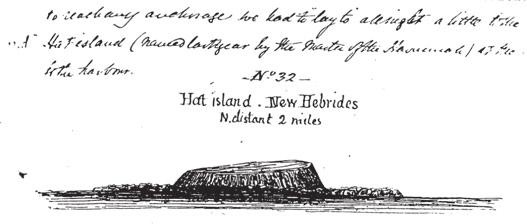
Früheste europäische Darstellung von „Hat Island“ von P. D. Vigors (1850)

Mit der Ankunft der europäischen Kolonialisten auf Vanuatu veränderte sich das Verständnis von Landbesitz. Traditionell gibt es keine individuellen Eigentümer, sondern nur Treuhänder mit Verantwortung gegenüber der Gemeinschaft. Die französischen und englischen Behörden erlaubten jedoch die Verpachtung von Grund an ausländische Interessenten. Viele Häuptlinge machten davon als Einkommensquelle Gebrauch, und 1871 wurde auch Eretoka an einen Engländer verpachtet. Die Insel ging dann durch viele verschiedene Hände, jedoch scheint niemand jemals substantielles Interesse gezeigt zu haben, sie auch zu nutzen.
Erst in den 1960er Jahren baute ein Pächter namens Ernie Reid eine kleine Jagdhütte und setzte ein paar Ziegen aus. Er hat aber nie auf der Insel gewohnt, sondern nur Jagd- und Angelausflüge dorthin unternommen. Der Bau der festen Hütte erregte dennoch den Unwillen der Einheimischen. Auf dem hohen Teil der Insel errichtete Reid ein Leuchtfeuer, das aber seit langem wieder verfällt.
1965 wurde der Begräbnisplatz von Roi Mata von der Kolonialregierung als „Stätte von historischem Interesse“ unter Schutz gestellt – die einzige Anwendung dieses Gesetzes auf den Neuen Hebriden in der gesamten Kolonialzeit.
1975 erlosch der Pachtvertrag. Nach der Unabhängigkeit Vanuatus 1980 ging die Insel wieder in gewohnheitsrechtlichen Gemeinbesitz über, verantwortlich ist bis heute Chief Meto Kalotiti. Er verpachtete die Insel 1994 mit einer Laufzeit von 75 Jahren erneut an eine australische Investorin. Dies geschah gegen den Widerstand der Provinzregierung, des Häuptlingsrats, des Nationalmuseums und des größten Teiles der lokalen Bevölkerung. Letztendlich bestätigte das Grundamt jedoch den Vertrag. Da bis 2004 die versprochene Entwicklung einer Ferienanlage auf der Insel nicht in Angriff genommen wurde, wurde ein neuer Vertrag geschlossen, der den Verfall der Pacht vorsah, wenn die Arbeiten nicht innerhalb von 12 Monaten beginnen würden. Diese Frist verstrich, und seit 2008 ist die Verpachtung unanfechtbar aufgehoben.
Heutzutage werden die Strände von Eretoka von Fischern genutzt, und es gibt einen Anbieter, der Touristen zum Tauchen zu den Riffs rund um die Insel bringt. Übernachtungen auf der Insel kommen zwar nach besonderer Erlaubnis durch die Häuptlinge vor, jedoch gibt es weiterhin keine befestigten Einrichtungen.

## Flora und Fauna
Vanuatu ist biogeografisch ein Teil des australasischen Ozeanien; Tiere und Pflanzen wurden von Australien und Neuguinea kommend angeschwemmt, die Zahl der Tierarten ist deswegen relativ klein. Die einzigen heimischen Säugetiere sind Fledertiere. Weitere Arten wurden erst von den Menschen mitgebracht (Schweine, Hunde, Ratten). Die ursprüngliche Bewaldung – ansteigend von Küstenwäldern zu tropischem Regenwald in größeren Höhen – ist durch den menschlichen Einfluss überall stark verändert worden.
Die Nordküste Efates bekommt mit etwa 1600 mm Niederschlag pro Jahr vergleichsweise weniger Regen als andere Inselteile (2500 mm an der Südküste, 5000 mm im Inselinneren). Das Klima ist warm und feucht von November bis April und etwas trockener und kühler von Mai bis Oktober, bedingt durch Passatwinde aus Südosten.
Da Eretoka seit vierhundert Jahren nicht mehr genutzt wurde, ist dort die Vegetation viel ursprünglicher als auf anderen Inseln der Gegend. Für eine Reihe von seltenen Arten erfüllt sie deshalb eine wichtige Schutzfunktion. Es gibt acht endemische Pflanzenarten. Besonders hervorzuheben ist darunter Croton levatii, ein kleiner Baum aus der Familie der Wolfsmilchgewächse. Der von ihnen gebildete zusammenhängende Wald auf dem obersten Teil der Insel ist der einzige weltweit. Auffällig sind auch die vielen Sagopalmfarne, die kulturell oft mit Häuptlingen assoziiert werden.
Bemerkenswert war das Ergebnis einer Zählung von Echsen im Jahr 2005. Es stellte sich heraus, dass einige Arten, die auf anderen Inseln sehr dominant sind, auf Eretoka überhaupt nicht vorkommen. Gefunden wurden ausschließlich zwei Glattechsenarten (Cryptoblepharus novahebridicus, Emoia impar) und eine Geckoart (Gehyra oceanica). Besonders weit verbreitet ist Cryptoblepharus novahebridicus, eine für Vanuatu endemische Art. Weitere seltene Tierarten sind der Palmendieb (Birgus latro, eine Krabbe), der ansonsten auf Vanuatu fast ausgestorben ist, und das Großfußhuhn (Megapodius freycinet). Tonga-Flughunde (Pteropus tonganus), die sonst in Mangaas angesiedelt sind, fliegen nach Eretoka, um dort Früchte zu fressen. Einige der in den sechziger Jahren ausgesetzten Ziegen haben bis heute überlebt.
Nirgendwo im nordwestlichen Efate ist die Zahl und Vielfalt der Fische so groß wie in den Riffen rund um Eretoka. Beobachtet wurden verschiedene Zwergkaiserfische, Halfterfische, Dreipunkt-Preußenfische, Füsilier-Riffbarsche, Grüne Schwalbenschwänzchen, Gelbe Maskenpinzettfische, ein Falterfisch (Chaetodon pelewensis) und zwei Arten Fahnenbarsche (Pseudanthias lori und P. tuka). Fischfang wird von den Einheimischen nur sehr eingeschränkt betrieben, manchmal werden Touristen dorthin zum Speerfischen gebracht. Mehr Einfluss hat die Ernte von Fischen für die Aquaristik. Der Pachtvertrag mit einem amerikanischen Unternehmen für die Gewässer zwischen Eretoka und Efate wurde jedoch 2008 nicht mehr erneuert.

## Das Gräberfeld Roi Matas
→siehe auch  Roi Mata – Das Begräbnis

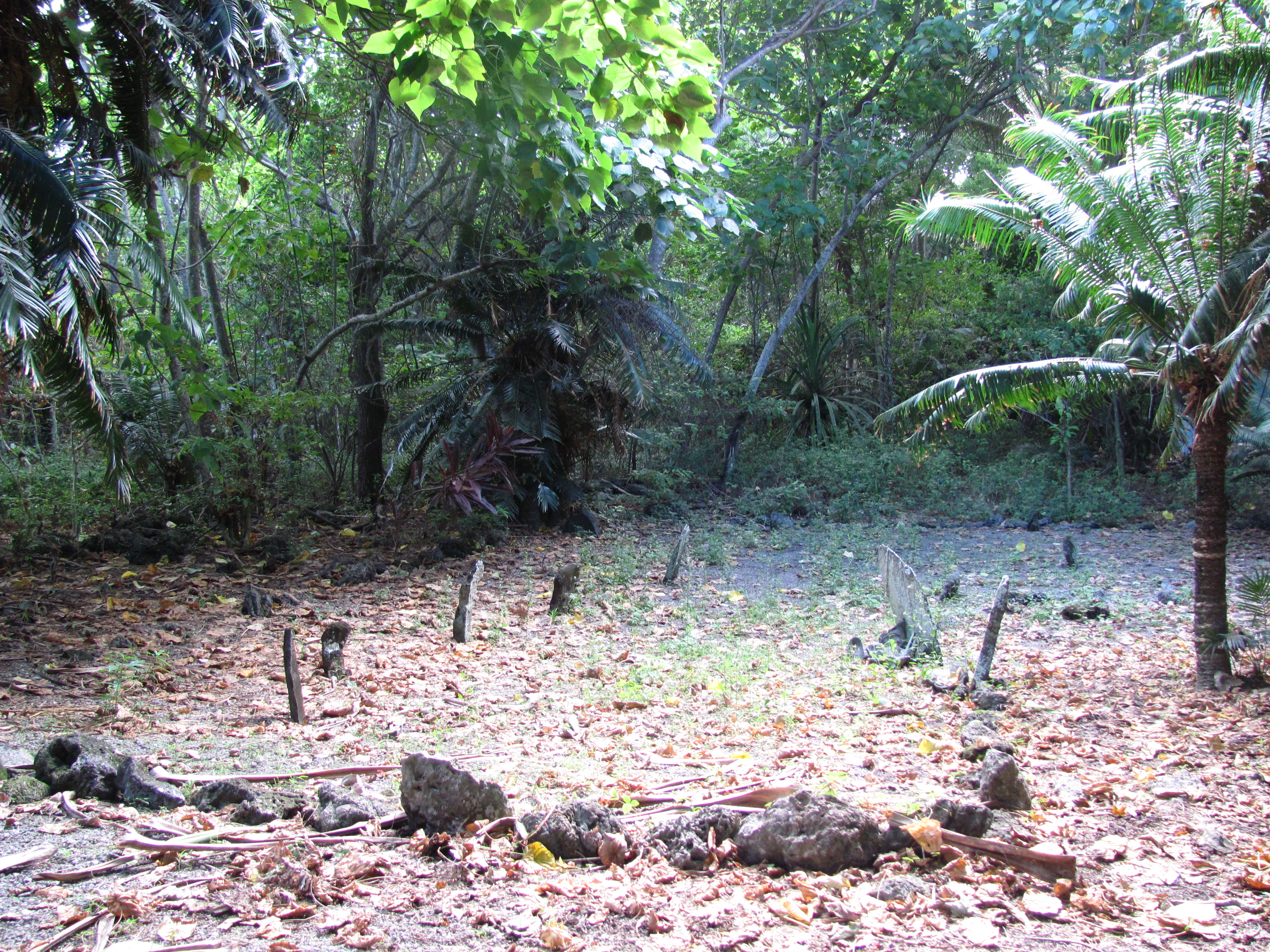
Gräberfeld mit Grab von Chief Roi Mata

1967 erhielt der französische Archäologe José Garanger von den lokalen Häuptlingen die Erlaubnis, auf dem Begräbnisplatz von Roi Mata Ausgrabungen durchzuführen. Voraussetzung war, dass die tatsächlichen Arbeiten von Einheimischen durchgeführt wurden, und dass die Überreste der Toten nicht bewegt würden.
Das Gräberfeld liegt innerhalb eines der alten, mit Korallenmauern umgrenzten Grundstücke, etwa fünfzig Meter landeinwärts von der Efate zugewandten Küste entfernt. Oberirdisch ist es durch einige Grabsteine, große Muschelschalen und auffällig regelmäßig angepflanzte Sagopalmfarne zu erkennen.
Die Ausgrabung brachte nicht nur die Gebeine von Roi Mata zutage, sondern auch von über fünfzig weiteren Personen. Die Analyse der Historiker besagt, dass diese sich großteils freiwillig zusammen mit ihrem Herrscher lebendig begraben ließen. Die Toten liegen in regelmäßigen Reihen paarweise angeordnet, die Frauen seitlich an die Männer geschmiegt.
Nicht der gesamte Garten wurde untersucht, es ist also möglich und wahrscheinlich, dass dort noch weitere Gräber zu finden sind. Diese gehören jedoch wahrscheinlich zu Bestattungen, die zu anderen Zeiten vorgenommen wurden.
Nach dem Ende der Arbeiten wurden die Gräber wieder verschlossen und ihre Grenzen mit einer Linie aus Korallenstücken markiert. Die Grabsteine wurden wieder aufgerichtet. Aus den Gräbern wurde nur der Schmuck entnommen, um ihn noch weiter untersuchen zu können. Er wird heute treuhänderisch im Nationalmuseum in Port Vila verwahrt.